# Steinerne Brücke (Harburg)
Die Steinerne Brücke ist eine im Jahr 1729 erbaute Brücke, die über die Wörnitz in Harburg (Schwaben) im bayerischen Landkreis Donau-Ries führt. Sie wird auch als alte Steinerne Brücke oder umgangssprachlich als „alte Bruck“ oder nur „Bruck“ bezeichnet und ist heute für den Kraftfahrverkehr gesperrt.

## Baubeschreibung
Die Rundbogenkonstruktion wurde 1729 nach einem verheerenden Hochwasser bestehend aus Steinquadern mit sieben Jochen und gedeckten Brecherpfeilern erbaut. Hierbei wurde als Baumaterial auch Suevit verwendet. Im Jahr 1784 wurde sie in Teilen erneuert, da die Brücke durch ein Hochwasser Schäden davon trug.

## Geschichte

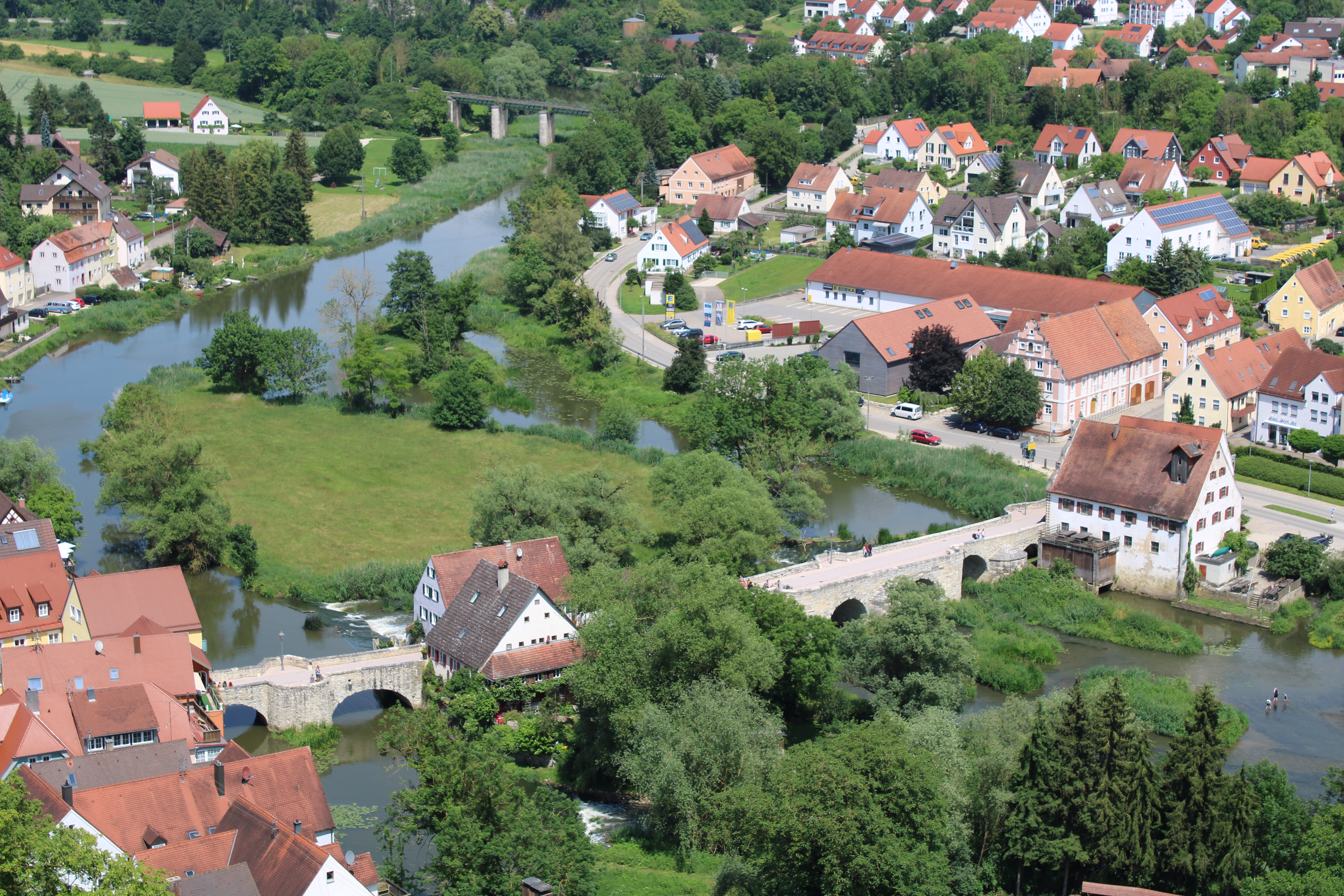
Gesamtansicht der Steinernen Brücke von der Burg Harburg gesehen.

Die Steinerne Brücke geht auf eine ältere Furt an dieser Stelle zurück. Diese wurde bereits von den Römern benutzt, als sie aus östlicher Richtung kommend durch Harburg und zum Bock zogen, um hier auf weiteren Römerstraßen Richtung Westen und Norden zum Limes und den Kastellen in der Provinz Raetia zu gelangen. Eine erste hölzerne Wörnitzbrücke wurde Ende des 15. Jahrhunderts erbaut. Im Jahr 1784 wurde die Brücke in Teilen erneuert, da sie durch ein Hochwasser Schäden davon trug.
Um den Unterhalt der Brücke finanzieren zu können, hatte die Gemeinde seit jeher das Recht einen Brücken- und Pflasterzoll zu erheben. Hierbei musste ein beladener Wagen, der in den Markt hineinfahren wollte, 4 Kreuzer entrichten. Für einen beladenen zweirädrigen Karren wurde nur die Hälfte verlangt. Die Gebühr wurde nur einmal am Tag fällig, das galt auch, wenn man mehrmals mit dem Fuhrwerk durch den Markt fuhr. Einheimische Bürger waren vom Zoll befreit. Bis zum Anschluss an das Eisenbahnnetz war der Brücken- und Pflasterzoll eine wichtige Einnahmequelle für Harburg, der einen Anteil von rund 20 % an den Gesamteinnahmen hatte.

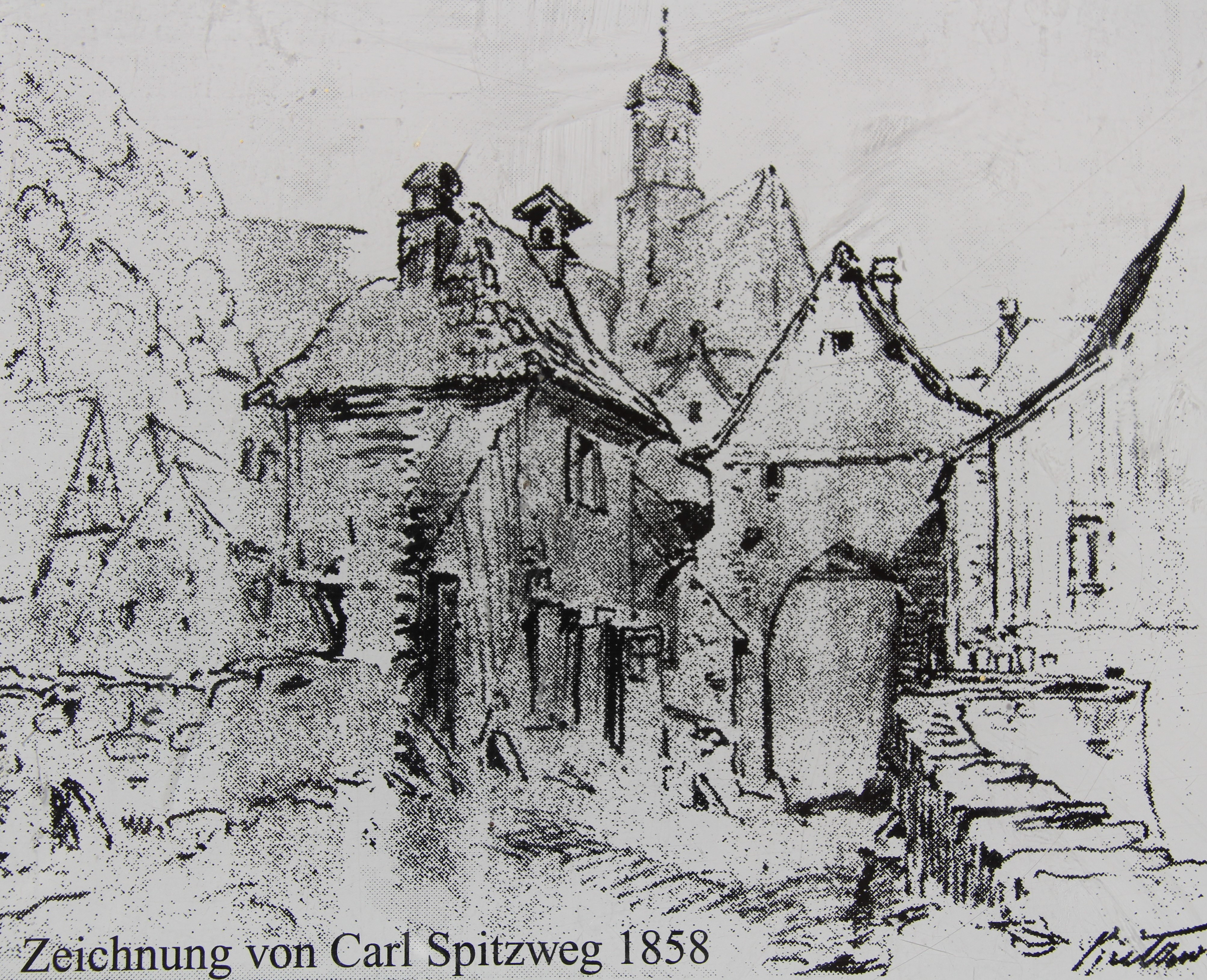
Das Brucktor skizziert von Carl Spitzweg 1858. Links daneben ist das Haus des „Brucknagelschmieds“ zu sehen.

Vor dem Brucktor stand ab 1758 in der linken Ausbuchtung ein kleines Wachhäuschen, in dem der Brückenzoll erhoben wurde. Im ersten Stock befand sich auch eine kleine Wohnung. Nur einige Jahrzehnte nach dem Bau war das Wachhaus nach einem starken Hochwasser derart beschädigt, dass es abgetragen werden musste. Danach erbaute der „Brucknagelschmied“ dort sein Wohnhaus mit Werkstatt. Dieses wurde dann auch abgetragen und ist heute nicht mehr zu sehen.
Auf einer der Wörnitzinseln, die sich direkt an die Steinerne Brücke anschließen, stehen die sogenannten „Bruckhäuser“. Diese wurden bereits im 15. Jahrhundert urkundlich erwähnt und bis 1925 als „Badstube“ sowie als Fleischbank genutzt.
Am Ende des Zweiten Weltkrieges im April 1945 wurden Mitteljoche durch Sprengungen zerstört. Die Schäden wurden nach Kriegsende vollständig durch eine geringfügige Verbreiterung der Brücke behoben. Steintafeln, eingepasst in die Ausbuchtungen der Pfeiler, halten die geschichtlichen Daten rund um die Brücke fest.

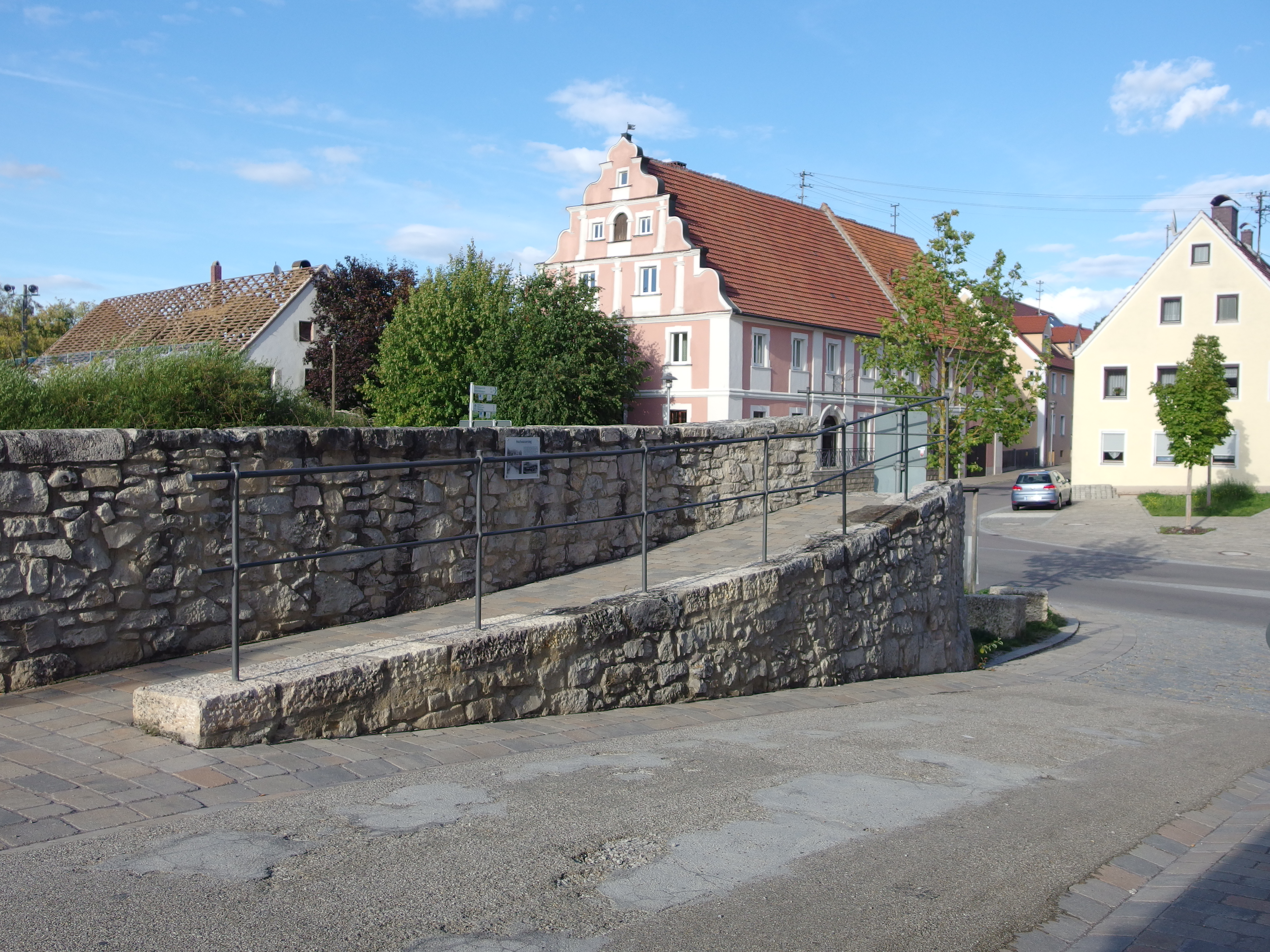
Aufgang zum ehemaligen Hochwassersteg

Gegenüber der Bruckmühle führte bis 1974 ein Holzsteg von der Steinernen Brücke über die Wemdinger Straße. Über diesen konnten die Fußgänger bei Hochwasser trockenen Fußes die andere Straßenseite erreichen. Mit zunehmendem Verkehr wurde der Steg immer mehr zu einem Verkehrshindernis und musste abgerissen werden.
Seit dem Jahr 1985 findet auf und um die Wörnitzbrücke das Harburger Brückenfest statt.
Von 2005 bis 2008 wurde die alte Steinerne Brücke für 1,8 Millionen Euro umfassend saniert.